# بوم نقاشی (فیلم ۲۰۰۶)
«بوم نقاشی» (انگلیسی: Canvas) یک فیلم به کارگردانی جوزف گرکو است که در سال ۲۰۰۶ منتشر شد. از بازیگران آن می‌توان به جو پانتولیانو، مارسیا گی هاردن، و دوون گیرهرت اشاره کرد.